# Referéndum consultivo de Venezuela de 2023

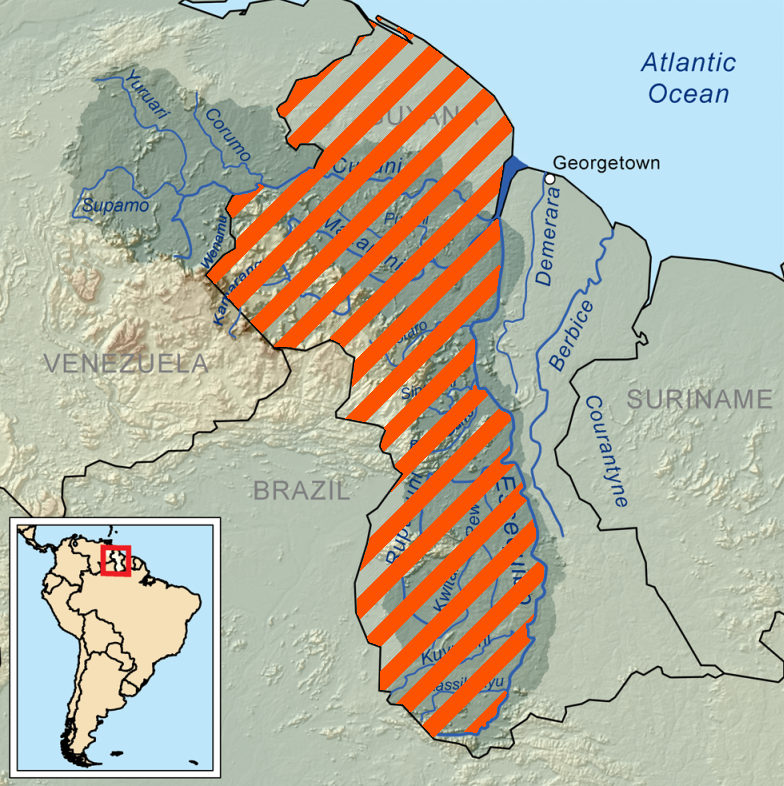
Mapa del territorio disputado entre Guyana y Venezuela

El referéndum consultivo venezolano de 2023 fue una medida de votación apoyada por el gobierno de Nicolás Maduro y algunos sectores de la oposición al chavismo, en apoyo de la reclamación de Venezuela por la región de Guayana Esequiba, que se encuentra controlada de facto por Guyana. El referéndum se llevó a cabo el 3 de diciembre de 2023, con un resultado de 10 554 320 votos, información dada por el Consejo Nacional Electoral (CNE) en su primer boletín.
El referéndum consistió en cinco preguntas relativas a diversos aspectos del reclamo de Venezuela sobre el territorio controlado y administrado por Guyana, incluido el rechazo de la jurisdicción de la Corte Internacional de Justicia sobre la disputa, el establecimiento de un estado Guayana Esequiba y la concesión inmediata de la ciudadanía venezolana a los habitantes.

## Preguntas
Las siguientes preguntas fueron aprobadas por el Consejo Nacional Electoral el 23 de octubre de 2023 y aprobado por la Cámara Constitucional del Tribunal Supremo de Justicia el 1 de noviembre:
1. ¿Está usted de acuerdo en rechazar, por todos los medios, conforme a derecho, la línea impuesta fraudulentamente por el Laudo Arbitral de París de 1899, que pretende despojarnos de nuestra Guayana Esequiba?
2. ¿Apoya usted el Acuerdo de Ginebra de 1966 como el único instrumento jurídico válido para alcanzar una solución práctica y satisfactoria para Venezuela y Guyana, en torno a la controversia sobre el territorio de la Guayana Esequiba?
3. ¿Está usted de acuerdo con la posición histórica de Venezuela de no reconocer la jurisdicción de la Corte Internacional de Justicia para resolver la controversia territorial sobre la Guayana Esequiba?
4. ¿Está usted de acuerdo en oponerse, por todos los medios, conforme a derecho, a la pretensión de Guyana de disponer unilateralmente de un mar pendiente por delimitar, de manera ilegal y en violación del derecho internacional?
5. ¿Está usted de acuerdo con la creación del estado Guayana Esequiba y que se desarrolle un plan acelerado para la atención integral a la población actual y futura de ese territorio, que incluya entre otros el otorgamiento de la ciudadanía y cédula de identidad venezolana, conforme al Acuerdo de Ginebra y el Derecho Internacional, incorporando en consecuencia dicho estado en el mapa del territorio venezolano?

## Referéndum

### Simulacro
El 19 de noviembre se realizó un «simulacro» del referéndum en Venezuela.El 29 de noviembre también se organizó un simulacro electoral convocado para estudiantes de educación media y media técnica, entre 12 y 18 años.Se anunció que más de 350.000 efectivos militares custodiarían el proceso electoral.

### Participación

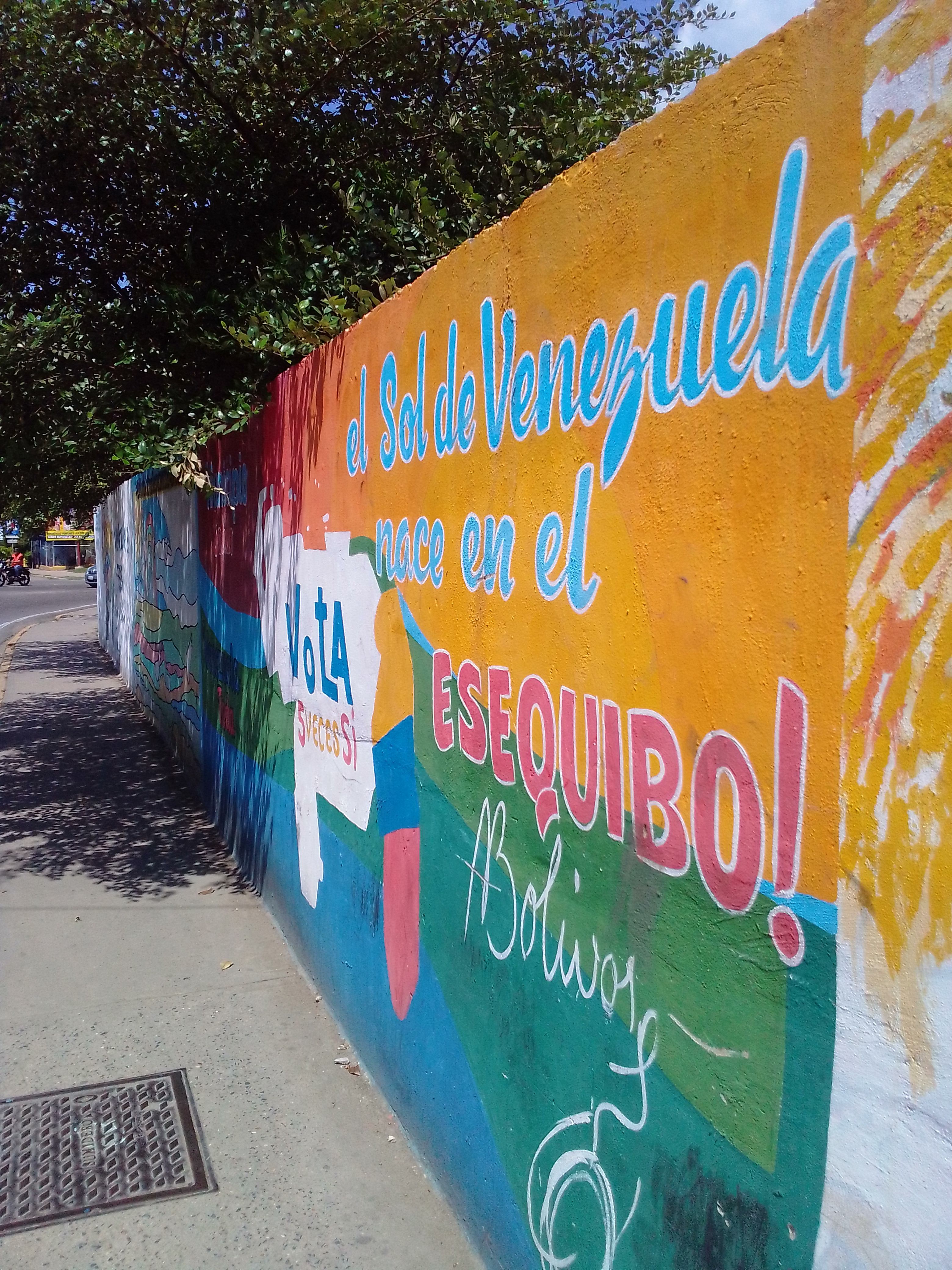
Mural con propaganda sobre el referéndum

Durante el referéndum el 3 de diciembre, se reportó poca participación y afluencia en los centros electorales. En la noche, el presidente del Consejo Nacional Electoral (CNE), Elvis Amoroso, dio a conocer en rueda de prensa los resultados preliminares del referéndum. De acuerdo con lo indicado en dicha rueda de prensa los resultados fueron de un total de 10 554 320 votos, sin contar aquellos que fueron emitidos durante una prórroga de dos horas de la votación.
Algunos analistas y medios de comunicación internacionales señalaron que la participación había sido notablemente baja y que el gobierno venezolano podía haber falsificado los resultados. El CNE publicó y posteriormente borró una tabla en la que aparecían alrededor de 2 millones de votos para cada una de las cinco preguntas, lo que sugería que se habían contabilizado los votos en lugar de los votantes.El político opositor Henrique Capriles, que también votó en el referéndum, declaró que la participación era de aproximadamente el 10,2% al señalar que cada votante tenía cinco opciones, lo que significaría que participaron 2 110 864 personas. El exmagistrado Luis Velásquez Alvaray informó que durante el referendo asistió 678 mil  945 votantes según fuentes internas dentro del chavismo. El director de Meganálisis, Rubén Chirino Leañes, estimó la presencia de 2.48 millones en el referendo de diciembre de 2023 de acuerdo a sus datos recogidos.

### Resultados
| Pregunta | Si         | Si         | No         | No         |
| Pregunta | Votos      | %          | Votos      | %          |
| --- | ---------- | ---------- | ---------- | ---------- |
| 1.- ¿Está usted de acuerdo en rechazar por todos los medios, conforme al derecho, la línea impuesta fraudulentamente por el Laudo Arbitral de París de 1899, que pretende despojarnos de nuestra Guayana Esequiba? | 10 315 485 | 97,83 %    | 210 329    | 2,17 %     |
| 2.- Apoya usted el Acuerdo de Ginebra de 1966 como el único instrumento jurídico válido para alcanzar una solución práctica y satisfactoria para Venezuela y Guyana, en torno a la controversia sobre el territorio de la Guayana Esequiba? | 10 322 718 | 98,11 %    | 181 725    | 1,80%      |
| 3.- ¿Está usted de acuerdo con la posición histórica de Venezuela de no reconocer la Jurisdicción de la Corte Internacional de Justicia para resolver la controversia territorial sobre la Guayana Esequiba? | 10 132 099 | 95,40 %    | 384 321    | 4,10 %     |
| 4.- ¿Está usted de acuerdo en oponerse, por todos los medios conforme al derecho, a la pretensión de Guyana de disponer unilateralmente de un mar pendiente por delimitar, de manera ilegal y en violación del derecho internacional? | 10 134 189 | 95,94 %    | 381 770    | 4,06 %     |
| 5.- ¿Está usted de acuerdo con la creación del estado Guayana Esequiba y se desarrolle un plan acelerado para la atención integral a la población actual y futura de ese territorio que incluya entre otros el otorgamiento de la ciudadanía y cédula de identidad venezolana, conforme al Acuerdo de Ginebra y el derecho internacional, incorporando en consecuencia dicho estado en el mapa del territorio venezolano? | 10 070 255 | 95,93 %    | 379 397    | 4,07 %     |
| Total | 10 555 092 | 10 555 092 | 10 555 092 | 10 555 092 |
| Fuentes: |            |            |            |            |

## Reacciones

### Internacionales
Las preguntas propuestas fueron condenadas por el gobierno de Guyana, que hizo un llamamiento a la Corte Internacional de Justicia para que interviniera contra Venezuela. Además, la secretaria general de la Mancomunidad de Naciones, Patricia Scotland, condenó la propuesta de referéndum por motivos de soberanía territorial,  y el liderazgo de la Comunidad del Caribe expresó su apoyo a Guyana.
El secretario general de la Organización de Estados Americanos (OEA) publicó un comunicado condenando la consulta, considerando que «es ilegal según el Acuerdo de Ginebra de 1966». En el comunicado Almagro reiteró que ambos países tenían la responsabilidad de resolver la disputa pacíficamente.
Tras la realización del referéndum consultivo, el presidente de Guyana, Irfaan Ali, solicitó al gobierno de Cuba, mediación con Venezuela, en relación con la Guayana Esequiba, esto después de haberse reunido con el presidente cubano Miguel Díaz-Canel junto al primer ministro de San Vicente y las Granadinas, Ralph Gonsalves, en los Emiratos Árabes Unidos.

### Nacionales
Dentro de Venezuela, la Conferencia Episcopal Venezolana pidió que el referéndum no fuese «ni manipulado por intereses meramente políticos ni como medio de presión para los ciudadanos», abogando porque el conflicto entre Venezuela y Guyana pudiese resolverse en el marco del «diálogo y el derecho», pacíficamente y que no escalara a una controversia mayor.
Los políticos opositores Juan Guaidó y Leopoldo López rechazaron el referéndum, al igual que partidos como Voluntad Popular y Primero Justicia. La candidata presidencial opositora María Corina Machado aseguró que la soberanía no se consultaba, sino que se ejercía, y pidió suspender el referéndum para conformar un equipo nacional con la finalidad de elevar un reclamo en la Corte Internacional de Justicia (CIJ).Guaidó declaró que «La soberanía, como los derechos, se ejercen y se defienden. No los consultas, no los mendigas», mientras que López dijo que «El referéndum fue un fracaso para la dictadura». Juan Pablo Guanipa, dirigente del partido Primero Justicia, también rechazó el referéndum, declarando «es un referendo que hacen para todo, menos para defender». Mediante un comunicado, Primero Justicia condenó que «se pretenda instrumentalizar políticamente un asunto que corresponde a la soberanía nacional»,y un comunicado publicado por Voluntad Popular rezaba: «La integridad territorial de un país debe ser definida por medio del ejercicio de la autoridad del Estado y respaldado por la legitimidad que otorgan las leyes internacionales y la tradición histórica», además de denunció que empleados públicos estaban siendo obligados a votar en el referéndum.
Por otra parte, el político de Acción Democrática, Carlos Prosperi, declaró que participaría en el referéndum, invitando a participar en el mismo. Henrique Capriles, excandidato presidencial y de Primero Justicia, también anunció que participaría en el proceso, aunque rechazó la politización del mismo. Manuel Rosales, también excandidato presidencial, llamó a votar en el referéndum igualmente.
El Partido Comunista de Venezuela (PCV), unos de los proscritos por el gobierno de Maduro, calificó al referéndum como la «vieja estrategia de la burguesía [que intenta] insuflar sentimientos patrioteros y chovinistas a buena parte de la población (...) haciendo creer que en nuestro país no hay problema más importante que resolver», lo que serviría al Estado para suspender las elecciones presidenciales de 2024.
Los exministros chavistas Andrés Izarra y Rafael Ramírez consideraron el referéndum como un fracaso.Ramírez describió el proceso como «un estruendoso fracaso», mientras que Izarra señaló que las encuestas previas al referéndum estimaban una participación aproximada de 20%, cifra que Izarra dijo que era una sobreestimación.

## Medidas tras realización

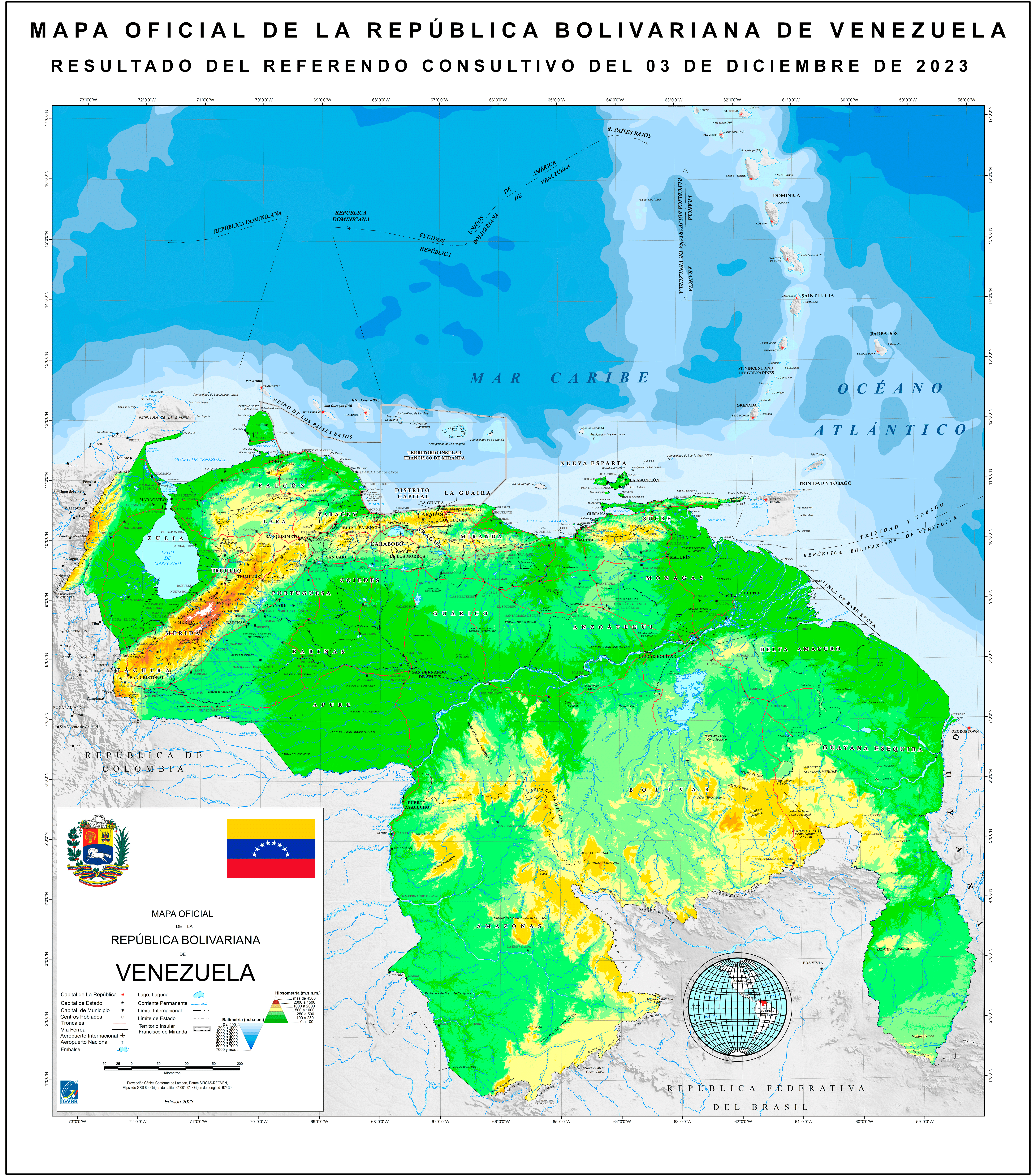
Mapa oficial de la República Bolivariana de Venezuela, con la Guayana Esequiba incorporada en su territorio.

Entre las medidas tomadas tras la realización del referéndum consultivo, el presidente Nicolás Maduro firmó seis decretos para la creación del estado Guayana Esequiba, que llevaría su administración política en el territorio del Esequibo, entre los nombrados está la creación de Zona de Defensa Integral (ZODI) de la Guayana Esequiba con tres áreas de defensa integral y 28 sectores de desarrollo por la FANB, un nuevo mapa oficial de Venezuela, nuevos parques naturales, activación de cedulación en dicho lugar, construcción de escuelas y sedes de los poderes públicos. Además, de la designación del mayor general Alexis Rodríguez Cabello como Autoridad Única del estado de la Guayana Esequiba.
El 6 de diciembre, el fiscal general designado por la Asamblea Constituyente, Tarek William Saab, anunció las órdenes de captura contra 14 personas acusadas de «conspirar» por «sabotear» la realización el referéndum consultivo. El presidente de la ONG Súmate, Roberto Abdul, fue detenido poco después.
En cuanto a Guyana, el presidente Irfaan Ali, anunció una mesa de diálogo con su homólogo en Venezuela, la cual se desarrolló el 14 de diciembre en San Vicente y las Granadinas.